# 岡ミサンザイ古墳

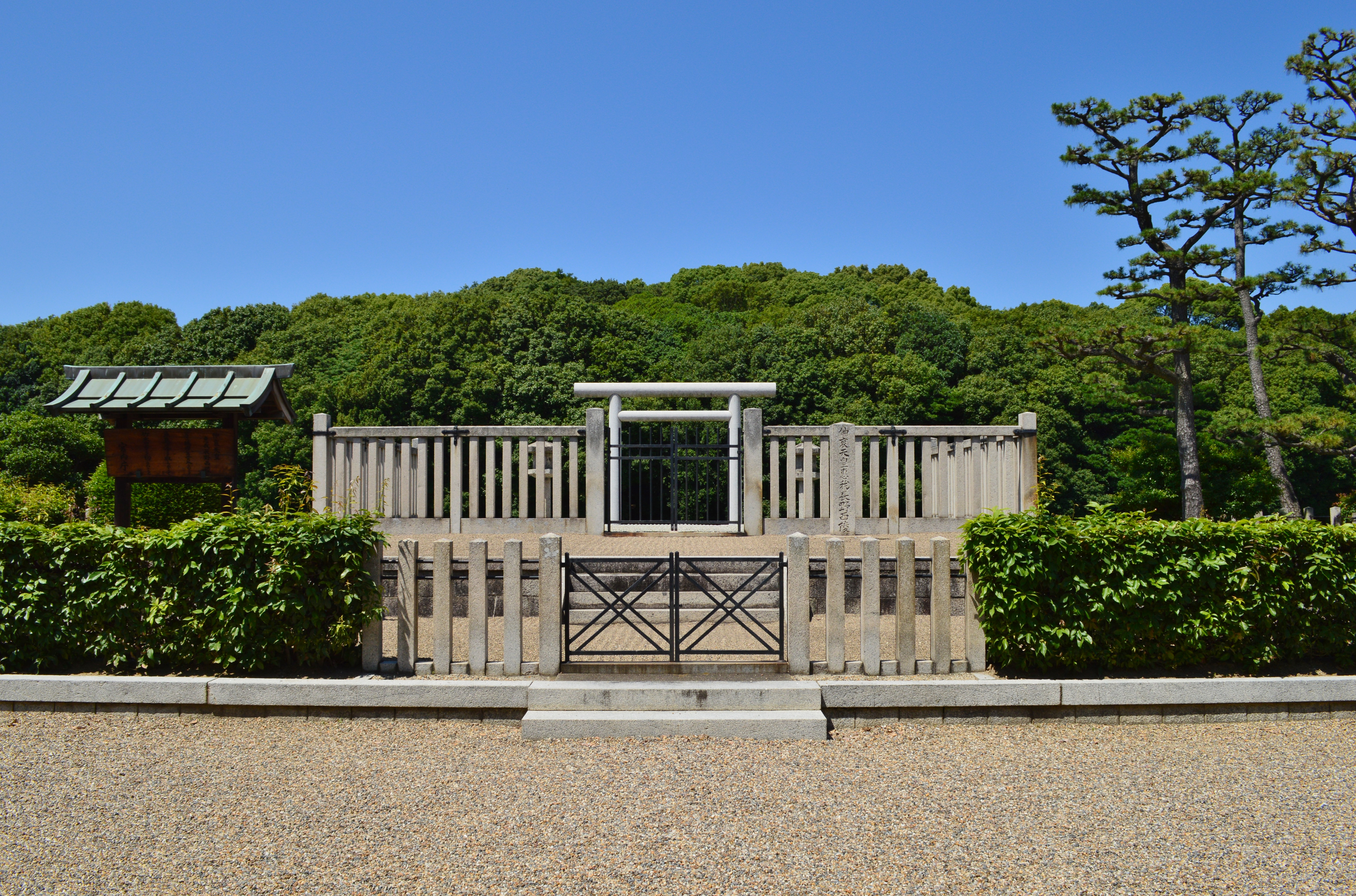
仲哀天皇恵我長野西陵 拝所

岡ミサンザイ古墳（おかみさんざいこふん）は、大阪府藤井寺市藤井寺にある古墳。形状は前方後円墳。古市古墳群（世界文化遺産）を構成する古墳の1つ。
実際の被葬者は明らかでないが、宮内庁により「恵我長野西陵（えがのながののにしのみささぎ、惠我長野西陵）」として第14代仲哀天皇の陵に治定されている。
全国では第16位の規模の古墳で、5世紀末（古墳時代中期）頃の築造と推定される。考古学には第21代雄略天皇の真陵とする説や、倭王武（倭の五王の1人）の墓とする説が有力視される。

## 概要
大阪府東部、藤井寺市・羽曳野市・松原市にまたがる大古墳群である古市古墳群のうち、西端の位置に築造された巨大前方後円墳である。古墳名の「岡」は地名で、「ミサンザイ」は「ミササギ（陵）」の転訛。墳丘は中世の山城築城、および幕末の修陵の際に大きく改変を受けている。現在は宮内庁治定の仲哀天皇陵として同庁の管理下にあるが、墳丘裾部や古墳周辺部において宮内庁書陵部や大阪府教育委員会・藤井寺市教育委員会による数次の発掘調査が実施されている。
墳形は前方後円形で、前方部を南南西方向に向ける。墳丘は元は3段築成とみられるが、修陵の際に5段に改変されている。墳丘外表では埴輪片が出土している一方、葺石は認められていない。墳丘くびれ部東側には造出を有する（西側造出の存在有無は不明）。墳丘周囲には幅広の周濠（主軸線上で幅50メートル）が巡らされるほか、その外側には埴輪列を有する周堤（幅20メートル）が巡らされる。埋葬施設は明らかでないが、墳丘形状から横穴式石室である可能性が指摘される。副葬品は不明。また周辺では、後円部北側の鉢塚古墳（国の史跡）が陪塚と想定される。
築造時期は、古墳時代中期の5世紀末頃の築造と推定される。築造当時としては全国で突出する規模であり、葺石の停止および横穴式石室の新規導入（推定）の点で、それまでの古墳とは一線を画す様相の古墳になる。被葬者は明らかでないが、前述のように現在は宮内庁により第14代仲哀天皇の陵に治定されている。ただし仲哀天皇は非実在性が強く、築造年代も仲哀天皇の想定年代に合わないことから、現在では第21代雄略天皇や、同天皇と同一視される倭王武（『宋書』倭国伝）・ワカタケル大王（稲荷山古墳出土鉄剣銘）の陵とする説が有力視される。

## 遺跡歴
- 文久3年（1863年）、戸田大和守により仲哀天皇の陵に治定[3]。
- 元治元年（1864年）-慶応元年（1865年）、修陵[3]。
- 明治初年、墳丘上の雑木林（クヌギなど）の伐採、マツ・スギの植林[3]。
- 明治期、宮内省（現・宮内庁）により仲哀天皇陵に治定。
- 明治期、ウィリアム・ゴーランド（1872-1888年（明治5-21年）に日本滞在）が測量・写真撮影[3]。
- 1900年（明治33年）、濱田耕作による踏査・観察報告（最初の学術報告か）[3]。
- 1925年（大正14年）、敷地境界石設置[3]。
- 1926年（大正15年）、測量図作成（帝室林野局、1928年図化）[3]。
- 1934年（昭和9年）、梅原末治による調査報告[3]。
- 1973年（昭和48年）、前方部正面の周堤上の事務所改築に伴う発掘調査。外堤の確認（宮内庁書陵部）[3]。
- 1975年（昭和50年）、外構柵設置に先立つ発掘調査（宮内庁書陵部）[3]。
- 1983年（昭和58年）、墳丘の一部崩落に伴う緊急調査（宮内庁書陵部）[3]。
- 1987年（昭和62年）、東側の周堤上の老人ホーム建設に伴う発掘調査。大溝の確認（藤井寺市教育委員会）[3]。
- 1996年（平成8年）、墳丘裾・外堤裾の護岸工事に先立つ発掘調査。中世期の山城利用に伴う大規模な改変の判明（宮内庁書陵部）[3]。
- 2011年度（平成23年度）、測量図作成（百舌鳥・古市古墳群世界文化遺産登録推進本部会議）[2]。

## 墳丘
墳丘の規模は次の通り。
- 墳丘長：245メートル
- 後円部 - 3段築成か。
  - 直径：150メートル
  - 高さ：20メートル
- 前方部 - 3段築成か。
  - 幅：180メートル
  - 高さ：16.6メートル

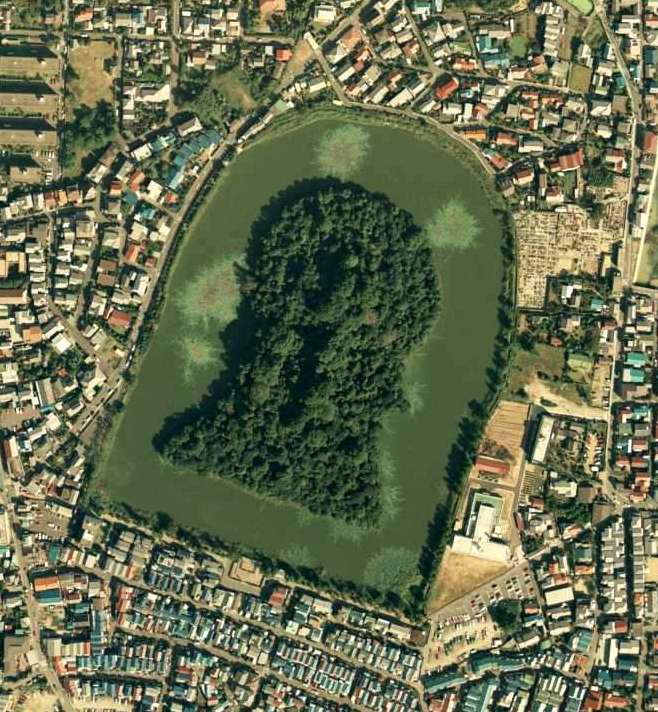
岡ミサンザイ古墳の航空写真
（1985年度）。

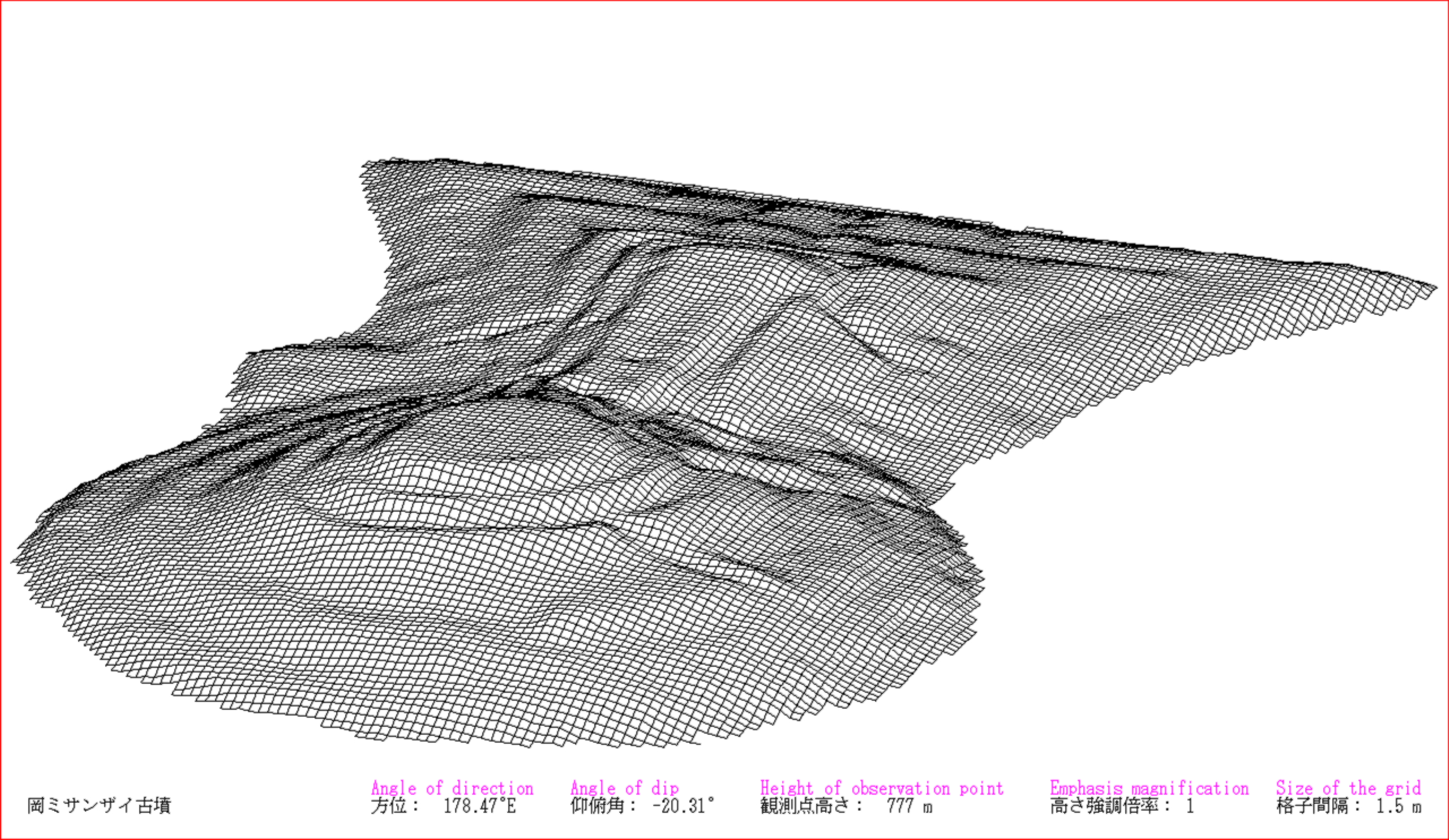
3DCGで描画した岡ミサンザイ古墳

上記の値は2011年度（平成23年度）作成の測量図によるもので、発掘調査で墳端を抑えることによる正確な数値ではない。墳丘長は、古市古墳群では誉田御廟山古墳（羽曳野市誉田、応神天皇陵）・仲津山古墳（藤井寺市沢田、仲姫命陵）に次ぐ第3位、全国では第16位の規模になる。大仙陵古墳（堺市堺区大仙町、仁徳天皇陵）の半分程度の値であるが、岡ミサンザイ古墳の築造当時（5世紀末頃）に比肩する他古墳はなく、同時代では突出する規模になる。
墳丘周囲に巡らされている周濠の幅は、主軸線上で約50メートルを測る。その外周には周堤が巡らされており、幅は約20メートルで、堤上には円筒埴輪列を有する。ただしこの周堤は、平面的には築造当初の企画を踏襲するものの、立面的には後世に0.6-2.5メートルの嵩上げがなされている。
また周堤の東側では、周堤に直交する形で大溝が確認されている。これは、周濠掘削の際に生じた湧水を段丘崖外へ排水する施設とみられ、古墳完成までには埋め戻しがなされている。この大溝の発掘調査の際には、円筒埴輪のほか形象埴輪（家形・盾形・靫形・蓋形・人物埴輪）が出土している。

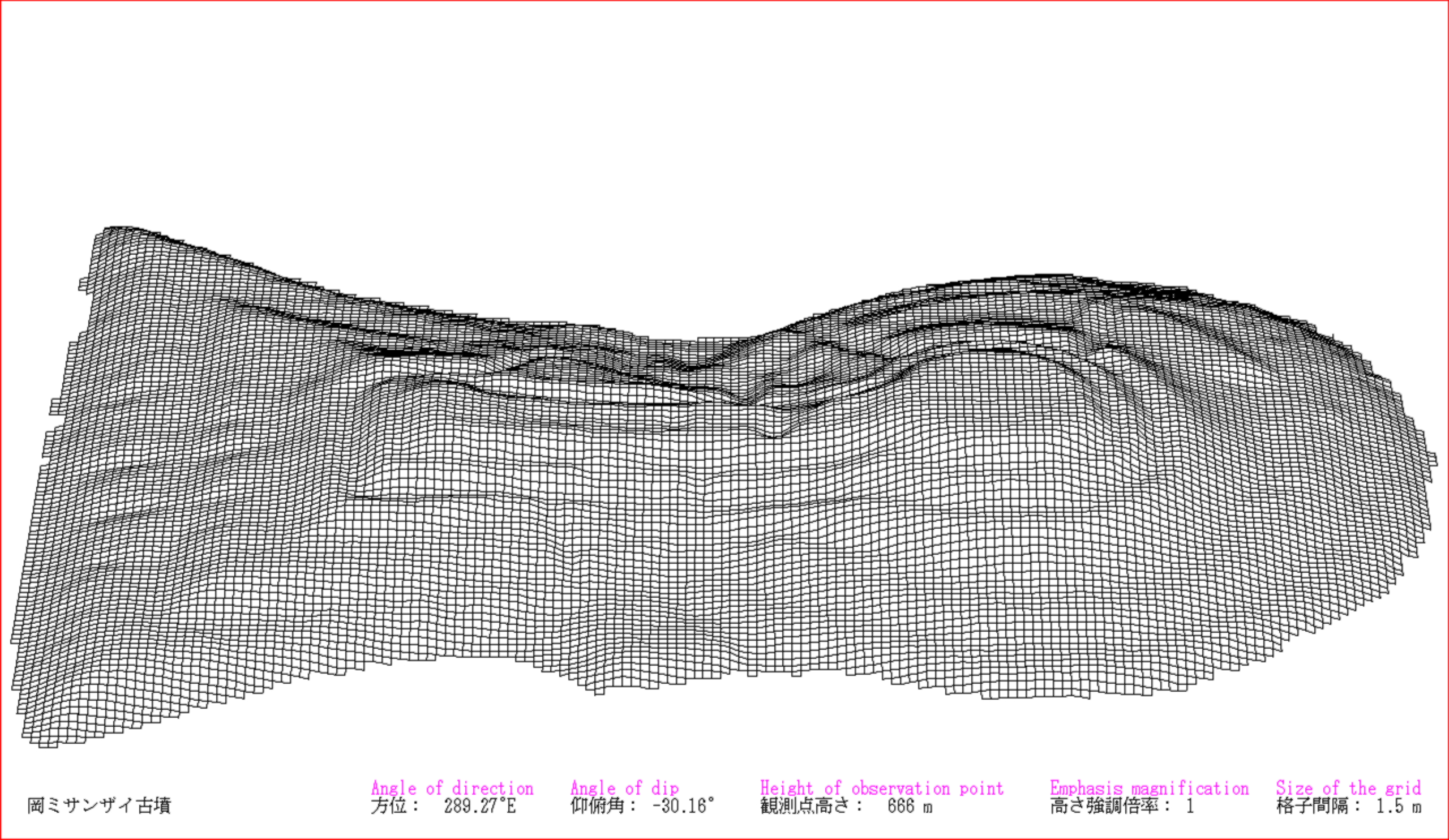
3DCGで描画。東方向から見る
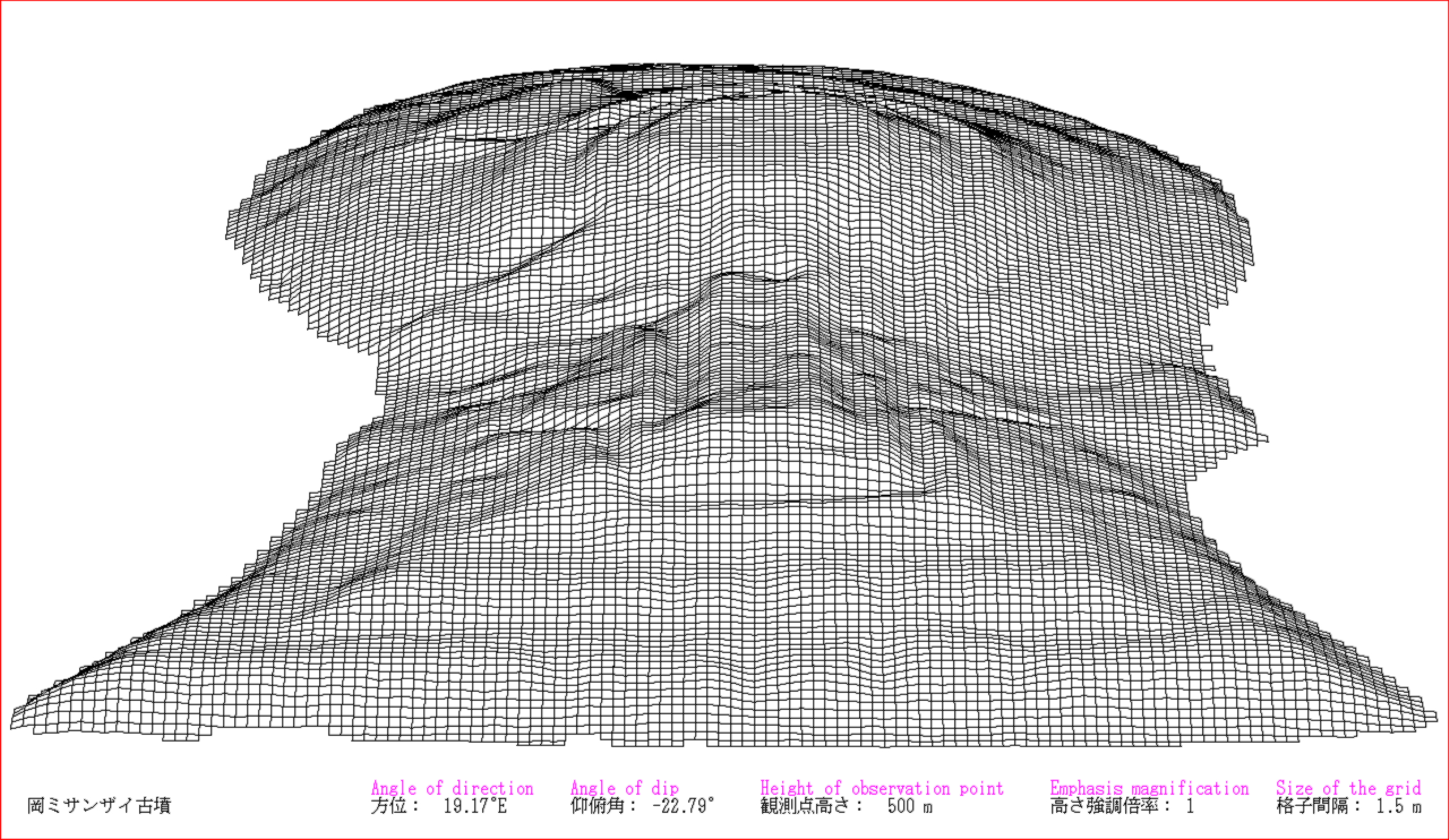
3DCGで描画。前方部正面から見る
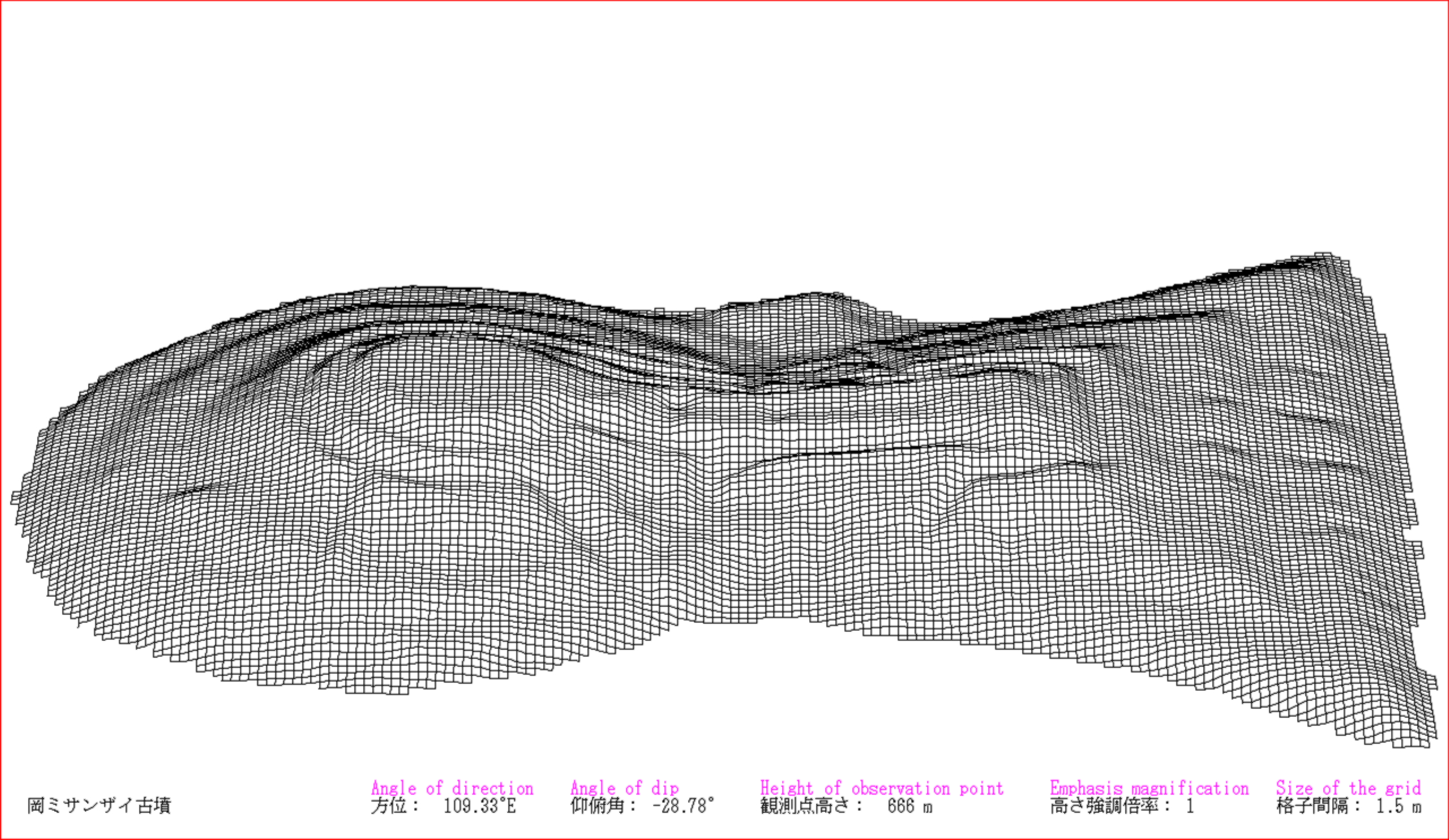
3DCGで描画。西方向から見る
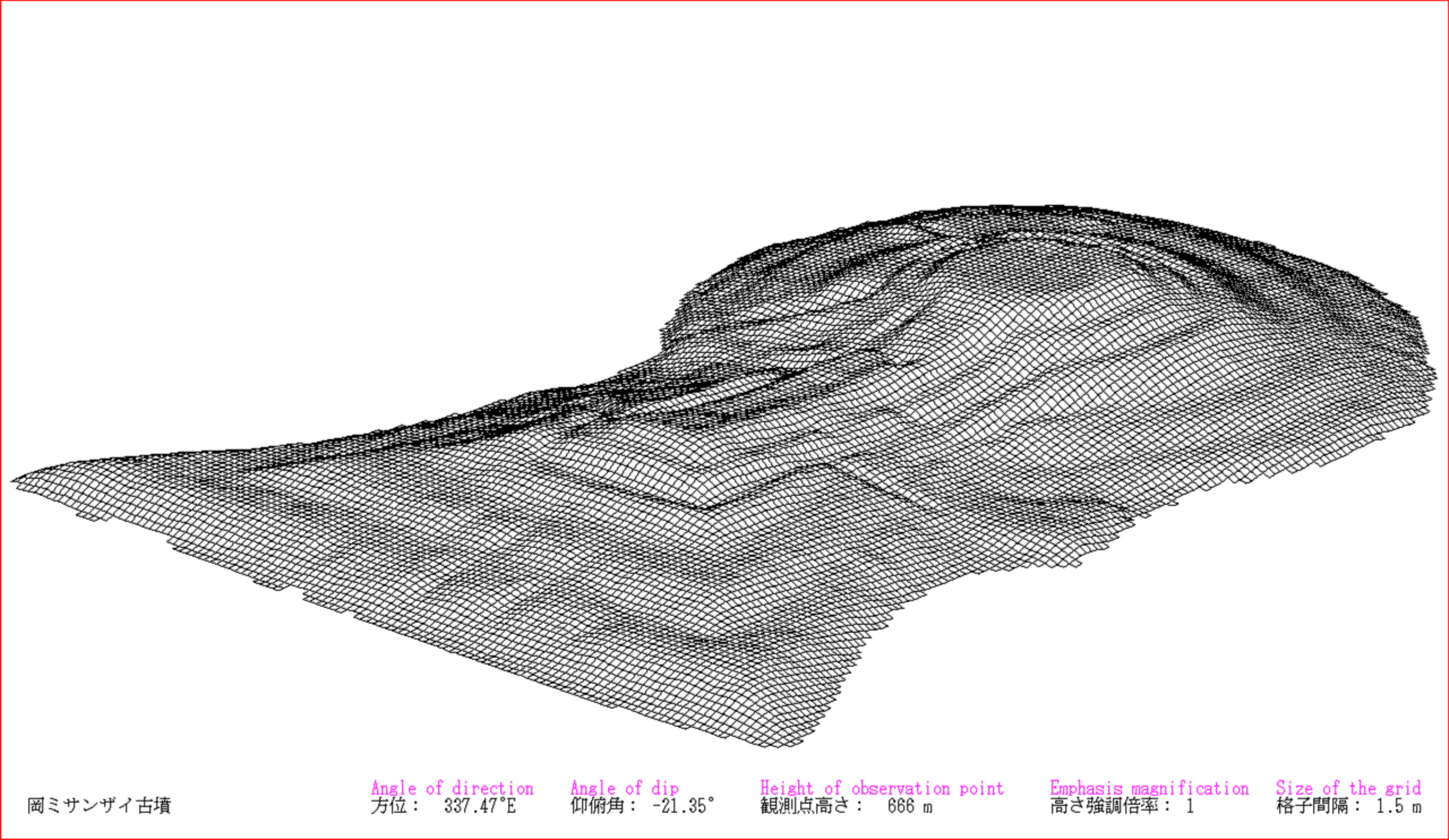
3DCGで描画。南方向から見る
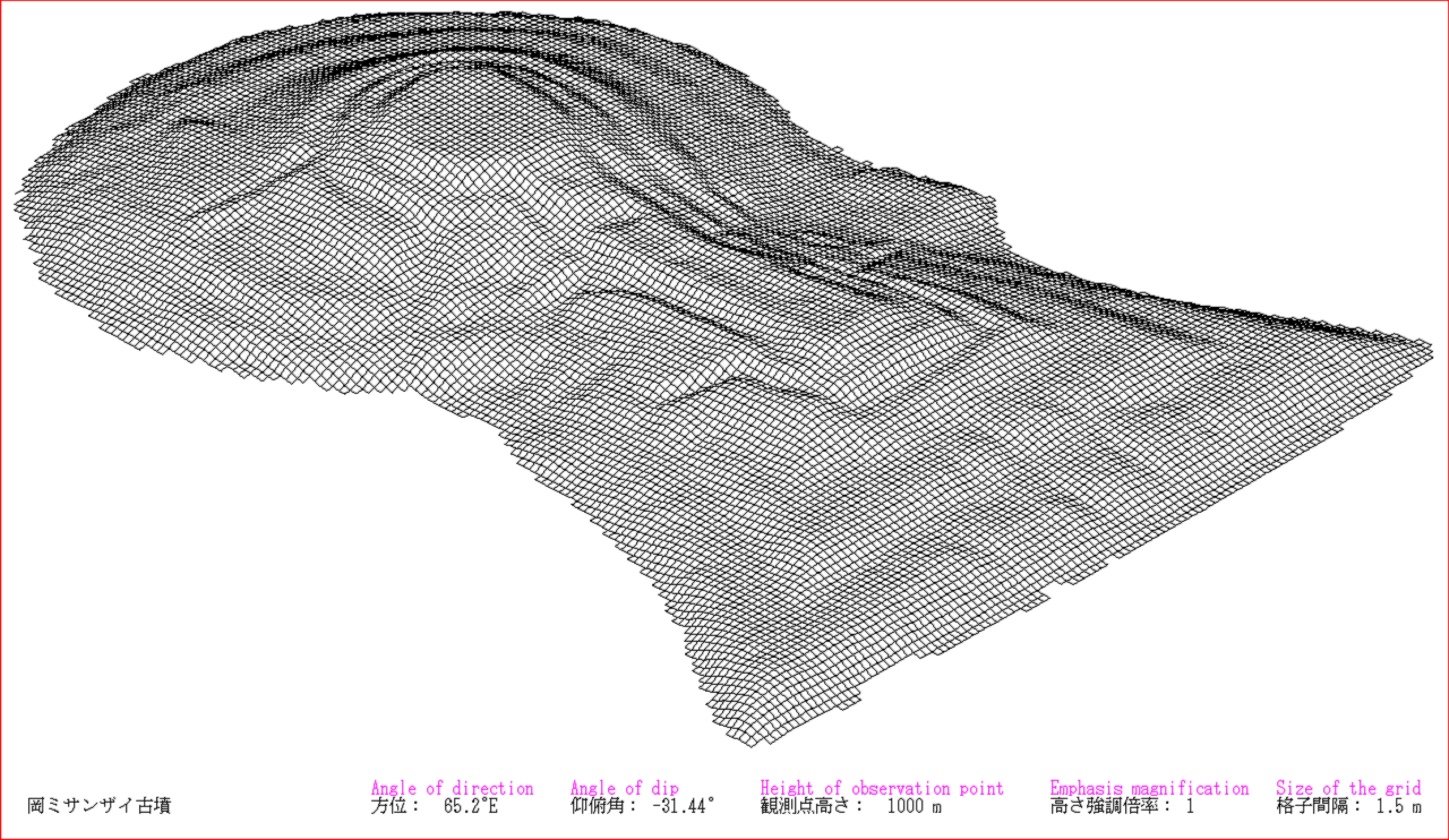
3DCGで描画。南西方向から見る
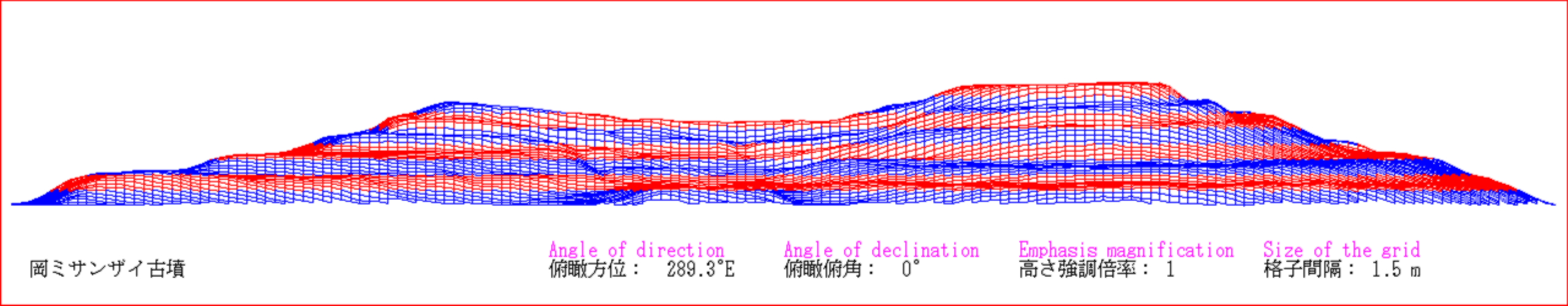
3DCGで描画。真横から見る

## 被葬者
|          | 仲哀天皇 （第14代）               | 雄略天皇 （第21代）                          |
| -------- | --------------------------------- | -------------------------------------------- |
|          |                                   |                                              |
| 古事記   | 河内恵賀之長江                    | 河内之多治比高鸇                             |
| 日本書紀 | 長野陵                            | 丹比高鷲原陵                                 |
| 延喜式   | 恵我長野西陵 （河内国志紀郡）     | 丹比高鷲原陵 （河内国丹比郡）                |
| 現在     | 恵我長野西陵 （岡ミサンザイ古墳） | 丹比高鷲原陵 （島泉丸山古墳・ 島泉平塚古墳） |

岡ミサンザイ古墳の実際の被葬者は明らかでないが、宮内庁では第14代仲哀天皇の陵に治定している。仲哀天皇の陵について、『古事記』では「河内恵賀之長江」の所在とあり、『日本書紀』では「長野陵」、『扶桑略記』では「長野山陵」とある。『延喜式』諸陵寮では遠陵の「恵我長野西陵」として記載され、河内国志紀郡の所在で、兆域は東西2町・南北2町で、陵戸1烟・守戸4烟を毎年あてるとする。
その後、陵の所在に関する所伝は喪失。元禄の探陵では上原村の塚山と沢田村の仲ツ山の候補が出て前者に定められたが、幕末の修陵に際して文久3年（1863年）に岡ミサンザイ古墳に治定された。そして元治元年（1864年）-慶応元年（1865年）に修陵がなされ、現在まで岡ミサンザイ古墳が仲哀天皇陵として踏襲されている。
一方、近年では本古墳の真の被葬者として、第21代雄略天皇や、同天皇と同一視される倭王武（倭の五王の1人）に比定する説が有力視される。雄略天皇の陵については、『古事記』では「河内之多治比高鸇」の所在とあるほか、『日本書紀』では「丹比高鷲原陵」、『延喜式』諸陵寮では遠陵の「丹比高鷲原陵」で河内国丹比郡の所在とする。同天皇に比定する説では、
- 稲荷山古墳出土鉄剣銘文（辛亥年<定説は471年>作）の「獲加多支鹵大王（ワカタケル大王）」
- 『宋書』倭国伝の478年遣使記事の「倭王武」

のいずれも雄略天皇の和風諡号「オオハツセワカタケル（大泊瀬幼武/大長谷若建）」と対応することから、このワカタケル大王の実在を確実視し、その在位年と岡ミサンザイ古墳の築造時期も対応すると推測する。ただし、史書に見える仲哀天皇陵・雄略天皇陵の地名・所在郡の考証が詳らかでない点で、課題も残されている。また、5世紀には稲荷山古墳出土鉄剣銘文・江田船山古墳出土鉄刀銘文のように仮借が通例であって訓読みは確立していないとして、「武 = タケル」からの比定自体を批判する説もある。
なお現在の雄略天皇の陵は、北方の羽曳野市島泉8丁目に治定されているが、これは島泉丸山古墳・島泉平塚古墳という古墳2基をして前方後円形に整形したもので、元の古墳の規模も大王墓に見合うものではない。またかつては雄略天皇の真陵を河内大塚山古墳（松原市西大塚・羽曳野市南恵我之荘）に比定する説も有力視されたが、近年では同古墳については古墳時代後期の築造とする説が定着している。

## 陪塚

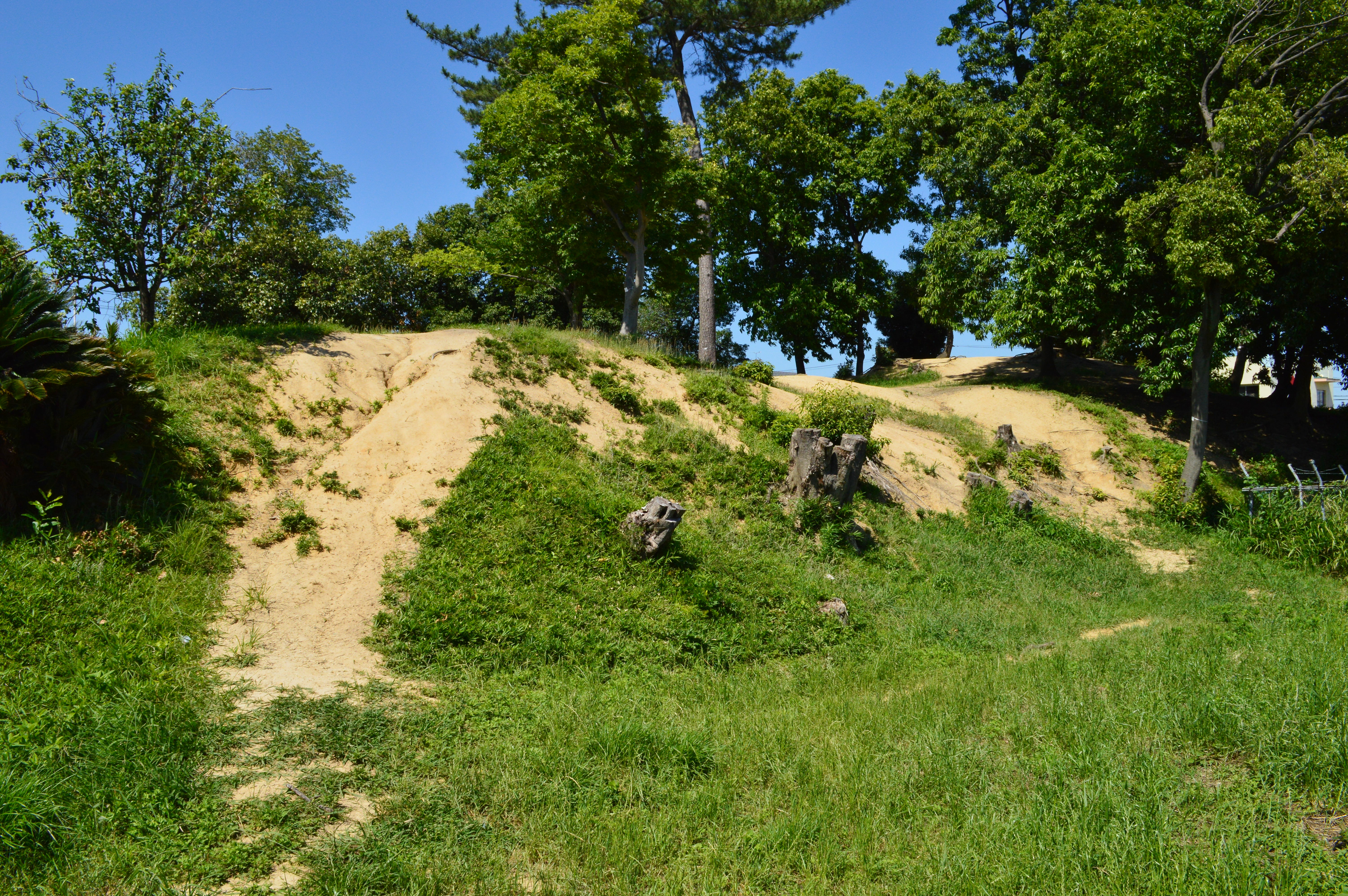
鉢塚古墳 墳丘左に前方部、右奥に後円部。

本古墳の陪塚（陪冢）について、宮内庁による治定はない。
一方で考古学的には、岡ミサンザイ古墳付近にある次の1基が陪塚と推定されている。
- 鉢塚古墳（はちづかこふん）
  - 所在地：藤井寺市藤井寺4丁目（北緯34度34分4.75秒 東経135度35分43.20秒 / 北緯34.5679861度 東経135.5953333度）
  - 形状：前方後円墳
  - 規模：墳丘長60メートル
  - 史跡指定：国の史跡「鉢塚古墳」（史跡「古市古墳群」のうち）

岡ミサンザイ古墳の後円部側北方に位置する[2]。小型の前方後円墳で、前方部を西方向に向ける。葺石は認められていない[2]。墳丘周囲には周濠が認められる（現在は埋没）[15]。埋葬施設や、副葬品については不明[15]。岡ミサンザイ古墳と同時期の築造と推定され、岡ミサンザイ古墳の陪塚に比定される[2]。

また、岡ミサンザイ古墳の前方部正面に位置した落塚古墳（現在は消滅）を陪塚とする説もある。こちらは直径20メートルの円墳であるが、1965年（昭和40年）頃に調査なく消滅したため、様相は詳らかでない。
周辺では、岡ミサンザイ古墳の前方部東隅角側に割塚古墳（国の史跡）と岡古墳（現在は消滅）が認められているが、これらは岡ミサンザイ古墳の先行古墳になる。そのほかに1877年（明治10年）頃のウィリアム・ゴーランドの記録では、上記4基のほかに3基を加えた計7基の存在が記載されているが、現在ではそれらの詳細は明らかでない。いずれにしても、前時代の市野山古墳の段階で陪塚が10基以上であるのに比して、岡ミサンザイ古墳の段階には陪塚の数が激減する点が注目される。

## 後世の城郭化
岡ミサンザイ古墳は、中世期から城郭利用されたことが知られる。近年の城郭考古学では、測量図を基に、後円部が本丸、前方部が櫓台とされたほか、前方部先端に横堀が切られて馬出しが形成され、さらに数本の竪堀を切り、古墳全域が城郭化された様子が指摘される。また、一帯では特に大坂夏の陣における道明寺・誉田の戦いが知られることから、その戦いの際に古市古墳群西端の岡ミサンザイ古墳に豊臣方の拠点が置かれ、東方から来る徳川方に対して東側の古墳群列が防衛線として想定されたとする説が挙げられている。

## 現地情報
所在地
- 大阪府藤井寺市藤井寺4丁目

交通アクセス
- 鉄道：近畿日本鉄道（近鉄）南大阪線 藤井寺駅（徒歩約15分）

周辺
- 藤井寺市立にぎわい・まなび交流館（アイセルシュラホール）
- 葛井寺 - 西国三十三所第五番札所。

## 関連文献
（記事執筆に使用していない関連文献）
- 「仲哀天皇陵前藤井寺部事務所改築敷地の調査」『書陵部紀要』26号、宮内庁書陵部、1975年。
- 「仲哀天皇陵外構柵設置区域の事前調査」『書陵部紀要』28号、宮内庁書陵部、1977年。
- 「恵我長野西陵墳丘崩壊部露出遺構の調査及び崩壊部応急保護工事箇所の調査」『書陵部紀要』36号、宮内庁書陵部、1985年。
- 「恵我長野西陵整備工事区域の調査」『書陵部紀要』49号、宮内庁書陵部、1998年。
- 「仲哀天皇 恵我長野西陵墳塋護岸その他整備工事箇所の立会調査」『書陵部紀要』50号、宮内庁書陵部、1999年。
- 「仲哀天皇 恵我長野西陵汚水桝取設箇所の調査」『書陵部紀要 (PDF)』52号、宮内庁書陵部、2001年。 - リンクは宮内庁「書陵部所蔵資料目録・画像公開システム」。
- 「仲哀天皇 恵我長野西陵鳥居改築工事に伴う立会調査」『書陵部紀要 (PDF)』58号、宮内庁書陵部、2007年。 - リンクは宮内庁「書陵部所蔵資料目録・画像公開システム」。